# 崙仔庄天門宮
23°53′25″N 120°35′14″E / 23.890274°N 120.587303°E
崙仔庄天門宮，是位於臺灣彰化縣社頭鄉美雅村的媽祖廟，為枋橋頭天門宮的角頭廟、社頭地區三間天門宮之一（枋橋頭七十二庄天門宮、舊社天門宮）。

## 由來

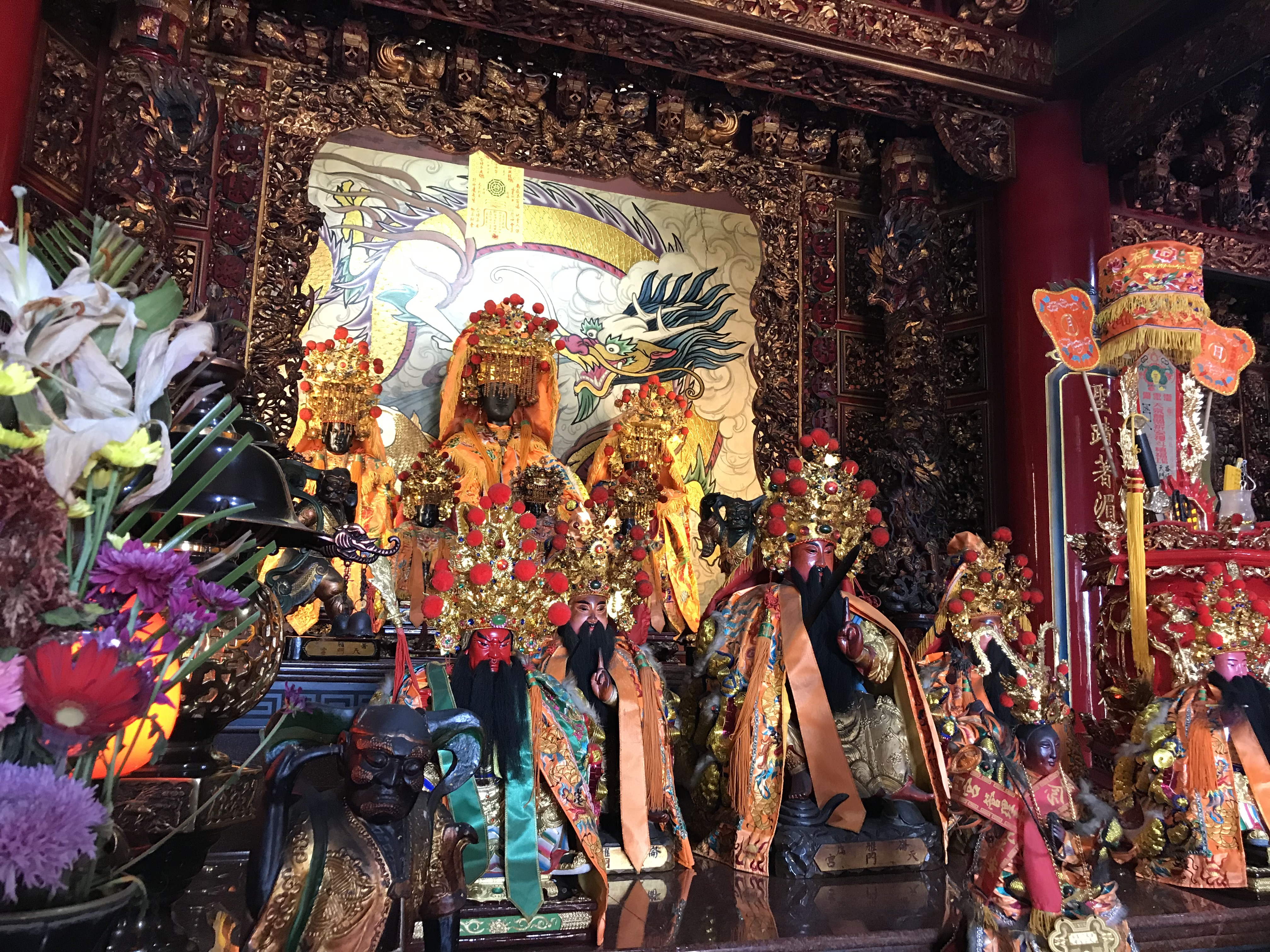
崙雅大媽今已放置崙仔庄天門宮。

臺灣清治時期的南彰化地區，道光年間因經常械鬥，客家人為求自保，遂聯合漳州人抵擋泉州人，將南彰化及今南投縣名間鄉一帶劃分為八個角頭，各放一尊媽祖神像至枋橋頭的枋橋頭天門宮，以凝聚團結。逢祭祀時，庄民就迎所屬的媽祖神像到該角頭暫時供奉，結束時再送回。
其中八角頭之一的崙雅角，包括現在的美雅、仁雅、崙雅、里仁等村落。前三村與後一村，古代各屬於崙仔、魚寮仔。崙雅角供奉在枋橋頭天門宮的崙雅大媽，為軟身神像，相傳與鹿港天后宮神像用同一塊木材，被枋橋頭信徒視作鎮殿媽祖。

## 建廟
崙雅角信徒因感每次都要到枋橋頭迎回崙雅大媽相當不便，遂在1960年建立自己的媽祖廟--崙仔庄天門宮，並由蕭煥奎發起另雕一尊媽祖神像供奉。
在農曆三月三十時，廟方信徒會到鹿港天后宮進香，然後四月初一返回。相傳彰化南瑤宮媽祖往北越過濁水溪回鑾時，社頭三座同名為天門宮的媽祖廟都會來迎接，為了辨別真假，就產生核對龍銀牌信物的動作。

## 重建
1992年，蕭煥奎之子蕭錫齡見崙仔庄天門宮老舊，發起重建。
2000年1月報導，崙仔庄天門宮想在自己廟宇供奉崙雅大媽，不同意枋橋頭天門宮用擲筊的方式解決，雙方不歡而散。同年1月13日晚，崙雅庄天門宮主任委員蕭錫齡、總幹事陳春來等人再度到枋橋頭，與枋橋頭天門宮主任委員張向善等人交涉，經兩多小時爭執，崙雅庄信徒表示認同枋橋頭天門宮是主廟，但希望讓他們供奉大媽，枋橋頭信徒擲茭後同意神像在同月16日迎請，結束長期恩怨。該日，有枋橋頭信徒依依不捨，隨香送行。
同月18日，崙雅庄天門宮重建落成，舉行舉辦入火安座大典。廟方請人製作米龍安土，牲品達六百多桌。

## 外部連結
- 崙仔庄天門宮的Facebook專頁